# RAK Studios
RAK Studios é um estúdio musical encontrado em Regents Park no centro de Londres. O estúdio foi criado por Mickie Most em 1976 e eles têm gravado álbuns com artistas consagrados por mais de 3 décadas.

## Artistas parceiros da RAK
- Placebo
- The Kooks
- The Last Shadow Puppets
- Duffy
- Paul McCartney
- Keane
- Feeder
- Arctic Monkeys
- Radiohead
- Primal Scream
- Adele
- Muse